# ورزشگاه نیوکمپ
نیوکمپ یا اسپاتیفای نیوکمپ (به انگلیسی: Spotify Camp Nou) («میدان جدید») که غالباً به‌طور اشتباه «نوکمپ» خوانده می‌شود (هم در انگلیسی و هم در اسپانیایی)، ورزشگاه فوتبالی است که در شهر بارسلون در کشور اسپانیا قرار دارد.در سال ۲۰۲۲ پس از به فروش گذاشتن حق اسم ورزشگاه نیوکمپ، شرکت اسپاتیفای این حق اسم به همراه تبلیغات و کارگذاری باشگاه را در قراردادی سه ساله خریداری کرد و قرار بر این شد که در فصل جدید نام ورزشگاه به نیوکمپ اسپاتیفای تغییر کند. این ورزشگاه از زمان احداثش در سال ۱۹۵۷، محل انجام بازی‌های خانگی تیم فوتبال بارسلونا است. این ورزشگاه جزو ورزشگاه‌های ۵ ستاره یوفا بوده و تا کنون میزبان مسابقات بسیاری در رده‌های مختلف  بین‌المللی و فینال‌های لیگ قهرمانان اروپا، که آخرینش به سال ۱۹۹۹ مربوط است، بوده‌است. گنجایش این ورزشگاه ۹۹٫۳۵۴ نفر است، که آن را تبدیل به بزرگترین ورزشگاه اروپا و یازدهمین ورزشگاه بزرگ دنیا می‌کند. اسم رسمی آن، «استادی دل اف سی بارسلونا» (ورزشگاه باشگاه فوتبال بارسلونا) بود که در سال ۲۰۰۰ با رای اعضای باشگاه مبنی بر تغییر نام آن به لقب محبوب نیوکمپ، این نام به عنوان نام رسمی ورزشگاه انتخاب شد. با طرحی که در هیئت مدیره بارسا تصویب شده‌است باید شاهد تغییرات فراوانی در ظاهر و امکانات این ورزشگاه باشیم. طرح توسعه نیوکمپ از فصل ۲۰۲۴–۲۰۲۳ آغاز خواهد شد و در فصل۲۰۲۵-۲۰۲۴ به بهره‌برداری خواهد رسید.
کنار نیوکمپ، پالائو بلوگرانا قرار دارد، ورزشگاهی که محل انجام بازیهای داخل سالن است، و نیز در مجاورت آن «آیس رینک» قرار دارد که محل انجام بازیهای هاکی روی یخ و پاتیناژ است.

## تاریخچه

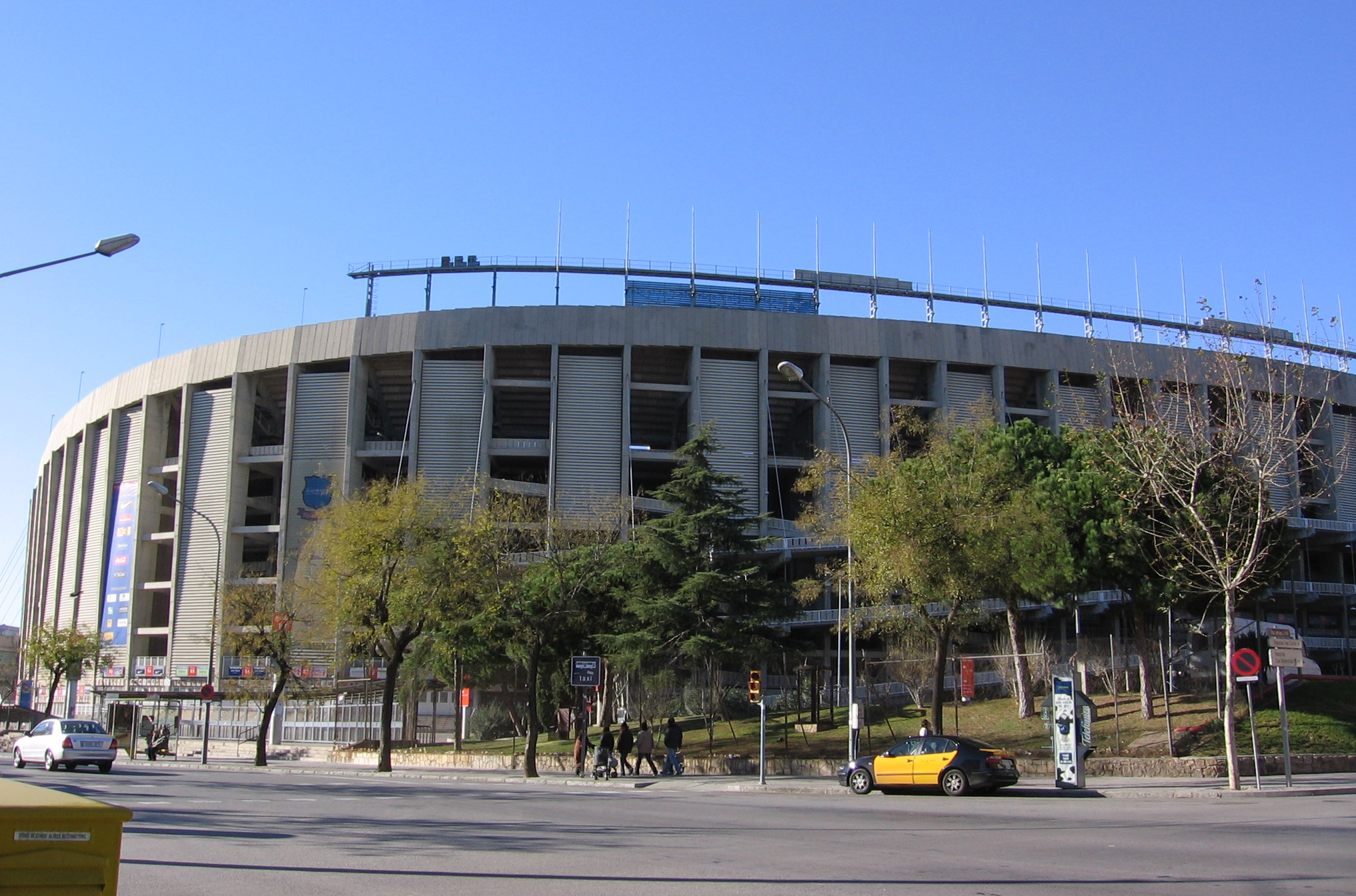
نمای بیرونی نیوکمپ

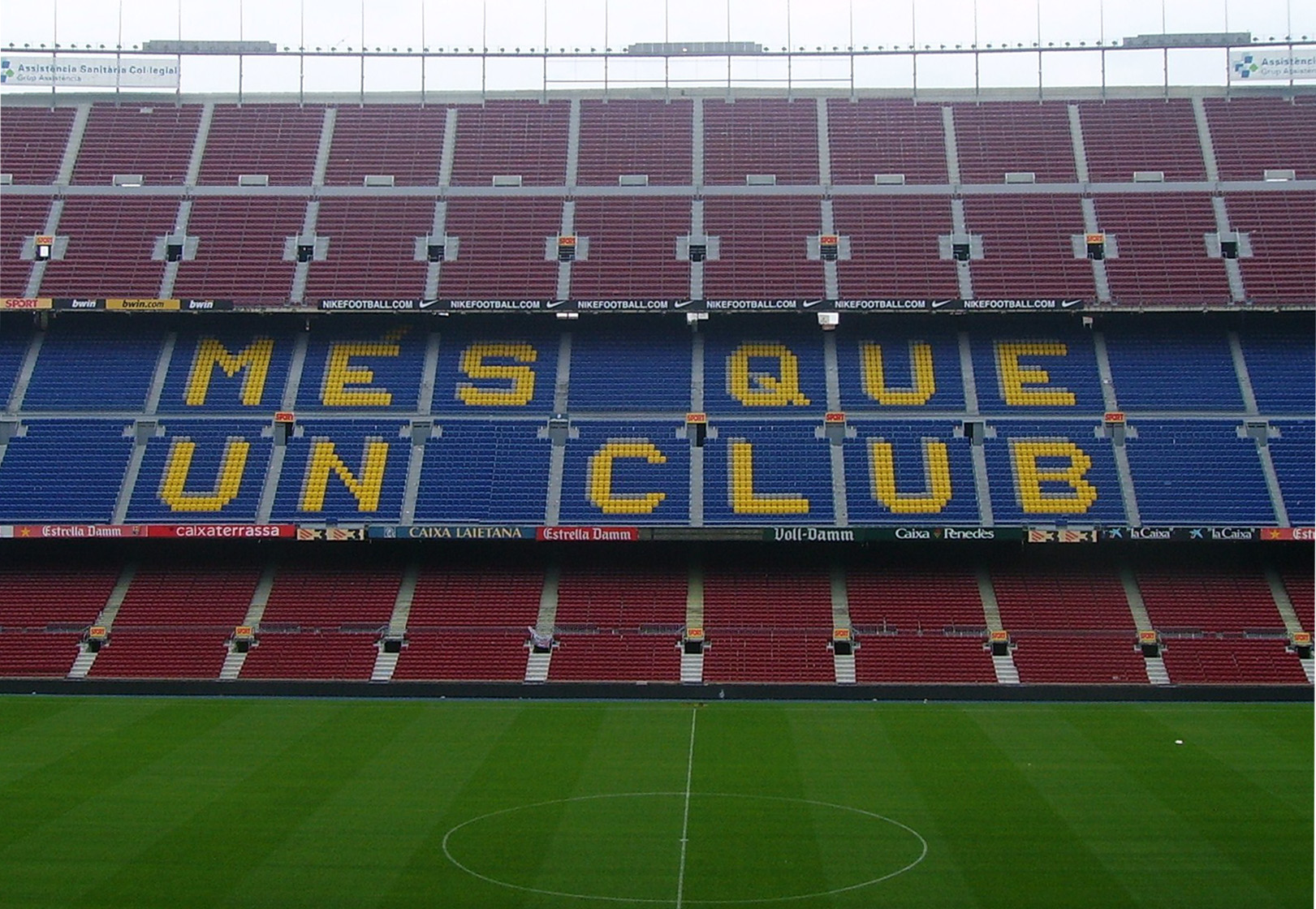
قسمتی از ورزشگاه که نمایانگر شعار Més que un club به معنی فراتر از یک باشگاه می‌باشد.

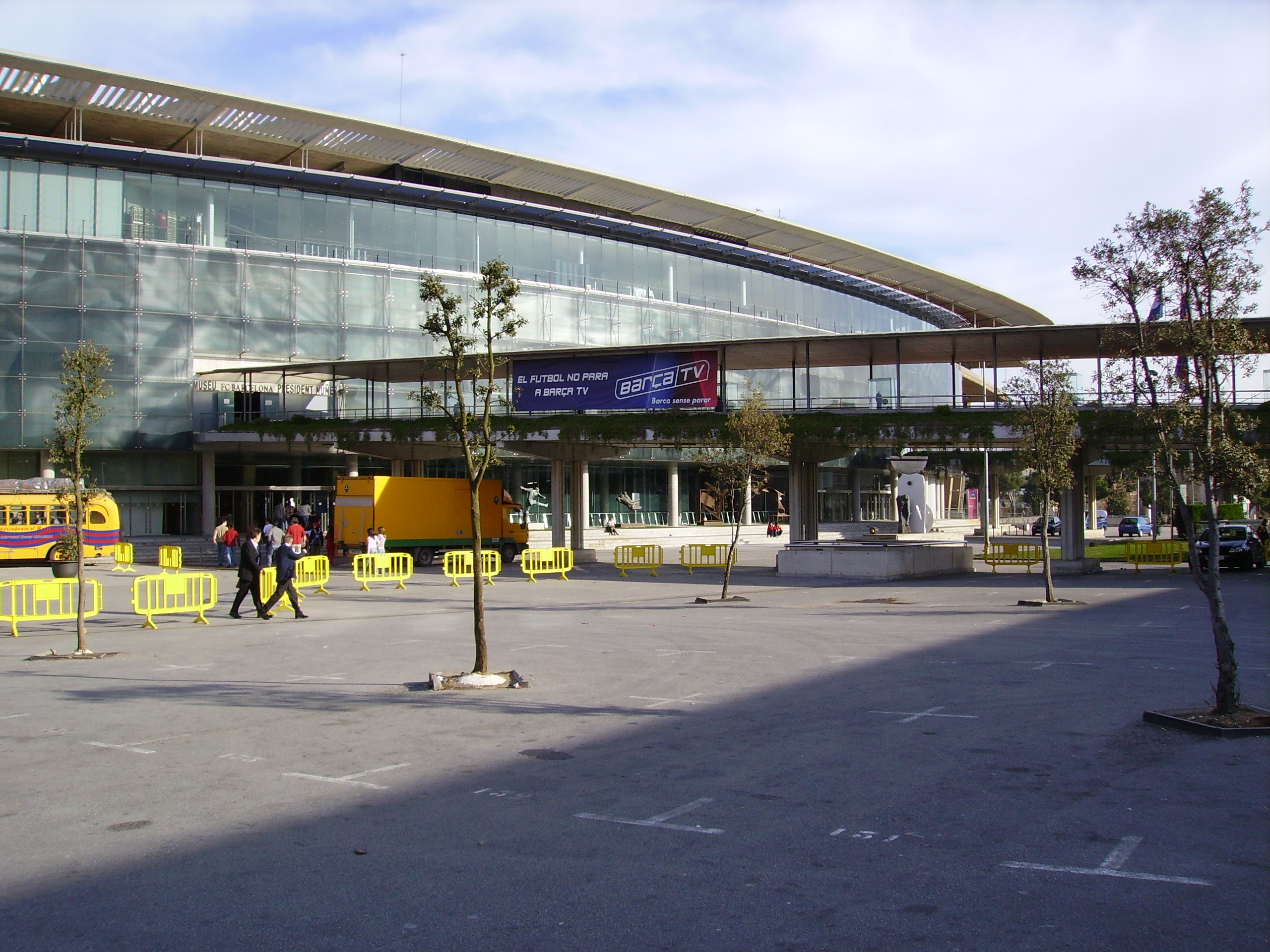
بیرون ورزشگاه

سال‌های ابتدایی دهه ۱۹۵۰ میلادی، بارسلونا به دلیل افزایش شمار هواداران خود به ورزشگاهی با گنجایش بیشتر از ورزشگاه آن زمان خود، «کمپ دی لس کورتس» که ۶۰٬۰۰۰ نفر گنجایش داشت، نیاز داشت. نیوکمپ در خلال سال‌های ۱۹۵۴ تا ۱۹۵۷ ساخته شد، و سازنده‌های آن نیز فرانسسک میتجانس-میرو، لورنزو گارسیا بارون و جوزپ سوتراس مائوری. بودند. بارسلونا در اولین بازی خود در نیوکمپ به مصاف له گیا وارساو رفت و در پایان با نمایش دل‌پذیری این تیم را ۲–۴ شکست داد. زننده اولین گل در ورزشگاه جدید، اولوگیو مارتینز، بازیکن بارسلونا بود. بیش از ۹۰٬۰۰۰ نفر تماشاگر این بازی تاریخی را از نزدیک دیدند.
گنجایش ورزشگاه چندین بار دچار تغییر شد، در حالیکه ظرفیت اولیه آن ۹۳٬۰۵۳ نفر بود، اما به دلیل برگزاری جام حهانی ۱۹۸۲، ظرفیت آن به ۱۰۵٬۰۰۰ افزایش داده شد. به دلیل ممنوع شدن وجود قسمت‌هایی که در آن تماشاگران ایستاده به تماشای بازی می‌پرداختند، گنجایش ورزشگاه در سال ۱۹۹۰ به زیر ۹۹٬۳۵۴ کاهش یافت.
همچنین این مجموعه شامل قسمتی برای اشیا قدیمی و یادبودها نیز می‌باشد، و نیز زمین کوچک تمرینی تیم، و کلیسایی برای بازیکنان هم از بخش‌های دیگر مجموعه نیوکمپ می‌باشند. نیوکمپ همچنین دارای «ال موزئو دل بارسا»، پر بازدید کننده‌ترین موزه کاتالونیا نیز می‌باشد، که از آن سالانه حدود ۱٬۲۰۰٬۰۰۰ نفر بازدید می‌کنند. این موزه در سال ۱۹۸۴ گشوده شد، زمانی که جوزپ لوئیس نونز ریاست باشگاه را بر عهده داشت. موزه حاوی ۱۴۲۰ قطعه مربوط به تاریخ بارسلونا است که ۴۲۰ عدد آن جام‌ها و مقام‌هایی است که بارسلونا در طول سال‌ها کسب کرده‌است. مراسم افتتاحیه بازی‌های مغلوب کرد.
نیوکمپ همچنین میزبان اجراهای موسیقی و رویدادهای غیر فوتبالی دیگر نیز می‌باشد.

## آینده
در زمان جشن ۵۰ سالگی افتتاح نیوکمپ، باشگاه مناقصه‌ای بین‌المللی برای بازسازی نیوکمپ برگزار کرد. باشگاه در این پروژه به دنبال تغییر زیادی در صندلی‌های ورزشگاه نبود، اما پروژه حداقل ۵۰٪ صندلی‌ها را در بر می‌گیرد.
در ۱۸ سپتامبر ۲۰۰۷ نورمن فاستر، معمار بریتانیایی و شرکتش، برای بازسازی نیوکمپ انتخاب شدند. پروژه شامل افزودن ۶٬۰۰۰ صندلی اضافه (ظرفیت ورزشگاه از ۹۹هزار نفر به ۱۰۵ هزار نفر افزایش پیدا کرد) به ورزشگاه است و در مجموع ۱/۵ میلیارد یورو هزینه در برخواهد داشت.
با طرحی که در هیئت مدیره بارسا در سال ۲۰۱۶ تصویب شده‌است باید شاهد تغییرات فراوانی در ظاهر و امکانات این ورزشگاه باشیم. طرح توسعه نیوکمپ از فصل ۲۰۲۴–۲۰۲۳ آغاز خواهد شد و در فصل ۲۰۲۵–۲۰۲۴به بهره‌برداری خواهد رسید.

### ویژگی‌های اصلی در نیوکمپ جدید
- تمام صندلی‌های استادیوم زیر پوشش سقف به مساحت ۴۷٬۰۰۰ متر مربع قرار خواهد گرفت و دیگر هواداران و بازیکنان نگران وضعیت آب و هوا نخواهند بود.
- شیب تمامی صندلی‌های به سمت زمین بیشتر خواهد شد تا تماشاگران نمای بهتری از زمین را داشته باشند.
- قرار گرفتن یک مانیتور پشت تمامی صندلی‌های استادیوم.
- قرار گرفتن مانیتوری بزرگ با آخرین فناوری دیجیتال و وضوح بالا با سیستم LED در بالای استادیوم.
- بهبود دسترسی به طبقه دوم و سوم
- هم سطح کردن طبقه سوم برای اضافه شدن سقف، و اضافه شدن امکانات رفاهی در همین طبقه.
- افزایش تعداد صندلی‌های تماشاگران به ۱۰۵٬۰۰۰ صندلی
- طرح ارگونومیک برای ایجاد فاصله مناسب میان صندلی‌ها و راحتی تماشاگران
- مسیر ویژه برای معلولین
- فضای بیشتر راهروها برای رفت‌وآمد راحت‌تر هواداران و بهبود وضعیت راه‌پله‌های موجود و توسعه آنها
- افزایش و بهبود باجه‌های بلیط فروشی
- صرفه‌جویی در انرژی و پایداری زیست‌محیطی برای بدست آوردن گواهینامه‌های کیفیت و استاندارد
- افزایش امنیت تماشاگران و به حداقل رساندن اختلال ممکن ناشی از روبرو شدن هواداران دو تیم با در نظر گرفتن ورودی‌های جداگانه و معابر داخل ورزشگاه
- افزایش و بهبود مناطق پذیرایی و میهمان پذیری
- ساخت یک پارکینگ زیر زمینی و ایجاد کردن یک منطقه بسیار بزرگ در بیرون از ورزشگاه برای راحتی تماشاگران.
- سقف جدید، با استفاده از تکنولوژی‌های پیشرفته، آب باران را جمع‌آوری خواهد کرد و برای آبیاری زمین چمن استادیوم از آن استفاده خواهد کرد. این سقف همچنین با استفاده از نور خورشید، چراغ‌های استادیوم را نیز روشن خواهد کرد.
- سقف شامل آخرین تکنولوژی‌ها برای اسکوربرد، روشنایی زمین، بلندگوها و همچنین دسترسی به وای‌فای خواهد بود.
- سقف جدید موجب کاهش سروصدای تماشاگران در محله خواهد شد.
- استادیوم جدید هوشمند خواهد بود: بلیط‌های دیجیتال، سیستم‌های پرداخت بی‌سیم، گسترش وای‌فای و پوشش تلفن همراه.
- امکانات و خدمات بهبود یافته برای تماشاگرانی که اختلالات شنوایی و بینایی دارند.[۹]

به گفته طراح استادیوم جدید، یعنی نورمن فاستر، منبع الهام این طرح، نوع خاص موزاییک کاری با موزاییک‌های شکسته‌ای بوده است که معمار فقید مشهور اسپانیایی آنتونی گائودی در طرح‌های خود از آن استفاده می‌کرده‌است.